# Gnarls Barkley
Gli Gnarls Barkley sono un gruppo musicale duo statunitense che abbina la musica elettronica al soul, è
formato dal produttore Danger Mouse e dal rapper Cee Lo Green i quali lo costituiscono verso la fine del 2004, dopo che i due scoprono di avere una passione comune per la musica soul e le più moderne sonorità elettroniche.
L'annuncio della formazione del duo porta ad un immediato interesse da parte delle etichette discografiche, che porterà al contratto con la Warner Music.

## Storia
Il primo singolo estratto dal full-length d'esordio St. Elsewhere è Crazy, pubblicato il 24 aprile 2006 nel Regno Unito e il 6 maggio 2006 negli Stati Uniti. Senza una particolare campagna promozionale, il brano ottiene un fenomenale successo: risulta infatti primo nella classifica di brani singoli acquistati su iTunes e rimarrà in vetta per ben undici settimane. Il brano trae origine da una traccia della colonna sonora di un western italiano, Preparati la bara!, di Ferdinando Baldi, composto da Gian Franco Reverberi e Gian Piero Reverberi, e intitolato Nel cimitero di Tucson.
Dopo soli due mesi il brano e l'album debuttano in vetta alle classifiche di molte nazioni (Regno Unito, America, Austria, Belgio, Irlanda, Danimarca, Nuova Zelanda, Svizzera, Paesi Bassi, Finlandia, Germania e Italia).
L'album St. Elsewhere è uscito nell'aprile 2006 nel Regno Unito e nel maggio seguente negli Stati Uniti. Nell'ottobre 2006 è stata pubblicata la registrazione live Live from Abbey Road.
Nel marzo 2008 è uscito il secondo album del gruppo The Odd Couple, seguito dall'EP Who's Gonna Save My Soul (novembre 2008), che contiene quattro versioni di altrettanti brani presenti in The Odd Couple, una versione live di Neighbors e un inedito, Mystery Man, di cui viene realizzato un video diretto da Walter Robot.
Nel 2010 la band sceglie di mettere in pausa il progetto musicale.

## Formazione
- Danger Mouse
- Cee Lo Green

## Discografia

### Album
- 2006 – St. Elsewhere
- 2008 – The Odd Couple

### Singoli
- 2006 – Crazy
- 2006 – Smiley Faces
- 2006 – Who Cares?
- 2006 – Gone Daddy Gone (cover dei Violent Femmes)
- 2008 – Run (I'm a Natural Disaster)
- 2008 – Going On

### EP
- 2008 – Who's Gonna Save My Soul

## Riconoscimenti
- BET Awards
  - 2007 – Miglior gruppo
- Grammy Award
  - 2007 – Miglior interpretazione urban/alternative per Crazy
- MTV European Music Awards
  - 2006 – Miglior canzone per Crazy
- MTV Video Music Awards
  - 2008 – Miglior direzione artistica e miglior coreografia per un video per Run
- Rolling Stone
  - 2009 – Best Songs of the Decade per Crazy